# 12 novembre
Il 12 novembre è il 316º giorno del calendario gregoriano (il 317º negli anni bisestili). Mancano 49 giorni alla fine dell'anno.

## Eventi
- 764 – Le truppe tibetane occupano Chang'an, la capitale della dinastia cinese Tang, per quindici giorni
- 1028 – Alla morte dell'imperatore Costantino VIII, ottiene il trono la figlia Zoe, che condivide il governo con il marito Romano III Argiro
- 1283 – Gherardo III da Camino diventa signore di Treviso
- 1439 – Plymouth (Inghilterra), diventa la prima città incorporata dal parlamento inglese
- 1918 – L'Austria diventa una repubblica
- 1927
  - Apertura al traffico dell'Holland Tunnel, che collega New York al New Jersey passando sotto il fiume Hudson.
  - Lev Trockij viene espulso dal Partito Comunista dell'Unione Sovietica, lasciando a Stalin il controllo incontrastato dell'Unione Sovietica
- 1941 – Seconda guerra mondiale: la temperatura attorno a Mosca scende a -12 °C e l'Unione Sovietica lancia per la prima volta un attacco con truppe sciatrici, contro le forze tedesche "congelate" poco fuori dalla città
- 1942 – Seconda guerra mondiale: la battaglia navale di Guadalcanal tra le forze giapponesi e statunitensi, comincia nei pressi di Guadalcanal, durerà per tre giorni
- 1944 – Seconda guerra mondiale: la Royal Air Force lancia uno dei più riusciti bombardamenti di precisione della guerra, ed affonda la nave da guerra tedesca Tirpitz, al largo della costa norvegese
- 1948 – A Tokyo, un tribunale per crimini di guerra condanna a morte sette ufficiali militari e del governo giapponese, tra cui il generale Hideki Tōjō, per il loro ruolo nella seconda guerra mondiale
- 1964 – Si chiudono a Tokyo i II Giochi paralimpici estivi
- 1969 – Guerra del Vietnam – Massacro di My Lai: Seymour Hersh un giornalista indipendente, svela la storia di My Lai
- 1970 – La Oregon Highway Division tenta di distruggere la carcassa di una balena arenata usando dell'esplosivo, portando al tristemente noto episodio della "balena esplosa"
- 1971 – Guerra del Vietnam: come parte della vietnamizzazione, il presidente statunitense Richard Nixon indica nel 1º febbraio 1972 il termine per la rimozione di altri 45.000 soldati statunitensi dal Vietnam
- 1979 – Crisi degli ostaggi in Iran: in risposta alla situazione degli ostaggi a Teheran, il presidente statunitense Jimmy Carter ordina il blocco di tutte le importazioni di petrolio dall'Iran agli USA
- 1980 – La sonda spaziale Voyager I della NASA compie il suo passaggio più ravvicinato a Saturno
- 1982 – In Unione Sovietica, Jurij Vladimirovič Andropov viene scelto per diventare Segretario generale del Comitato Centrale del Partito Comunista Sovietico, succedendo a Leonid Brežnev
- 1989 – Achille Occhetto dà via alla Svolta della Bolognina che porterà allo scioglimento del Partito Comunista Italiano.
- 1990
  - Il principe ereditario Akihito viene formalmente incoronato come imperatore del Giappone, diventando il 125º monarca giapponese.
  - Tim Berners-Lee pubblica una proposta formale per il World Wide Web
- 1991 – Massacro di Dili, la polizia apre il fuoco su una folla di dimostranti di colore in Timor Est
- 1994 – Manifestazione di Roma: un milione e mezzo circa di persone manifestano contro il primo governo Berlusconi
- 1996 – Processo ENI-SAI: Bettino Craxi viene condannato in via definitiva per corruzione a 5 anni e 6 mesi di reclusione
- 1997 – Ramzi Yusuf viene trovato colpevole di aver progettato l'Attentato al World Trade Center del 1993
- 1998 – La Daimler-Benz completa la fusione con la Chrysler che dà vita alla DaimlerChrysler
- 2001 – Guerra in Afghanistan: le forze dei Talebani lasciano Kabul, la capitale dell'Afghanistan, prima dell'arrivo delle truppe dell'Alleanza del nord
- 2003 – In un attentato suicida a Nāṣiriyya in Iraq muoiono 23 persone, tra loro 19 sono italiani: 12 Carabinieri, 5 soldati dell'Esercito Italiano e 2 civili
- 2011 – Il presidente del Consiglio italiano Silvio Berlusconi rassegna le dimissioni nelle mani del presidente della Repubblica, Giorgio Napolitano
- 2012 - Alluvione della Maremma grossetana: 5 vittime e ingentissimi danni.
- 2014 - La sonda Rosetta, dopo 10 anni dal lancio atterra sulla superficie della cometa 67P/Churyumov Gerasimenko
- 2019 - Seconda Acqua Granda storica a Venezia dopo quella del 1966: +187 centimetri sul livello del medio mare.

## Nati
Ci sono circa 1 040 voci su persone nate il 12 novembre; vedi la pagina Nati il 12 novembre per un elenco descrittivo o la categoria Nati il 12 novembre per un indice alfabetico.

## Morti
Ci sono circa 530 voci su persone morte il 12 novembre; vedi la pagina Morti il 12 novembre per un elenco descrittivo o la categoria Morti il 12 novembre per un indice alfabetico.

## Feste e ricorrenze

### Civili
Internazionali:
- Giornata mondiale della Polmonite

Nazionali:
- Italia - Giornata del ricordo dei Caduti militari e civili nelle missioni internazionali per la pace[1]

### Religiose
Cristianesimo:
- San Giosafat Kuncewycz, vescovo e martire
- Sant'Atanasie Todoran e compagni, martiri (Chiese di rito orientale)
- Santi Benedetto, Giovanni, Matteo, Isacco e Cristiano, monaci, protomartiri della Polonia
- San Cadwaladr Fendigaid, re
- San Cuniberto di Colonia, vescovo
- San Diego d'Alcalá, religioso
- Sant'Emiliano della Cogolla, monaco
- Sant'Esichio II di Vienne, vescovo
- San Livino di Deventer, sacerdote e missionario
- San Machar di Aberdeen, vescovo
- San Margarito Flores Garcia, sacerdote e martire
- San Nilo il Sinaita, confessore
- San Renato di Angers, vescovo
- Beata Bianca di Napoli (Bianca d'Aragona), regina, mercedaria
- Beato Giovanni Cini (Giovanni della Pace), eremita, fondatore
- Beato Giuseppe Raimondo Medes Ferris, laico coniugato, martire